# Poliestilismo
Poliestilismo é o uso de múltiplos estilos e/ou técnicas de composição musical, e é visto como uma característica pós-moderna, de vanguarda.

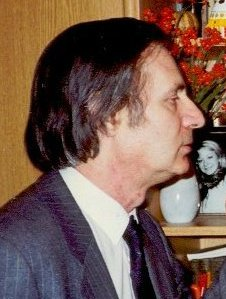
Alfred Schnittke

| “ | …sendo caracterizada pela capacidade de absorver diferentes tradições e expressar-se particularmente através de uma escrita poliestilística – mistura de estilos – altamente individual e refinada, capaz de unir o passado, o presente e o futuro, o local e o universal. | ” |

Alfred Schnittke foi o seu pioneiro, e com isso trouxe um novo caminho, de traço muito original, para composição contemporânea, absorvendo materiais do passado, do presente e pensando-se no futuro, com as respectivas aquisições da Vanguarda dodecafônica, que se revelou como uma forma muito pessoal e inovadora para a composição de Século XX.
Alguns proeminentes compositores contemporâneos, comummente inclinados para o poliestilismo são Ciarán Farrell, Lera Auerbach, Yitzhak Yedid, Sofia Gubaidulina, George Rochberg, Alfred Schnittke, Django Bates e John Zorn.
No entanto, Sofia Gubaidulina, entre outros, rejeitaram o termo como não aplicável ao seu trabalho.